# Parque nacional Cahuita
El parque nacional Cahuita es un área natural protegida, ubicada en la provincia de Limón, Costa Rica, a  202 km al sur de la capital de la provincia. Cuenta con un área de 1067.9 ha terrestres y 22400 ha marinas. Fue creado por el Decreto Ejecutivo n.º 1236-A, del 7 de septiembre de 1970.
El parque fue creado para proteger la flora y fauna, los arrecifes de coral y varios ecosistemas marinos. Es considerado una de las áreas de mayor belleza escénica del país por sus playas de arena blanca, su gran número de cocoteros, su mar de color azul turquesa y su arrecife de coral.
El parque se encuentra dentro de la zona de vida bosque tropical húmedo y posee varios hábitats importantes como son el bosque pantanoso con especies de cativo, sangregao y fruta dorada; el bosque mixto no inundado con especies de guaitíl, jorco y cerillo; el manglar, con predominio del mangle colorado; y la vegetación del litoral, con abundancia de cocoteros y papaturros.
El arrecife coralino abarca una extensión de 600 ha y se extiende frente a punta Cahuita, entre el río Perezoso y Puerto Vargas. Una parte de la plataforma arrecifal se encuentra sumergida a unos 11 metros bajo el nivel del mar.
Según estudios realizados después del terremoto del 22 de abril de 1991, la plataforma arrecifal emergió 1 metro. Es el arrecife más desarrollado de la costa del Caribe costarricense.

## Fauna
El pez ángel, el isabelita, el pez loro azul, la barracuda, la manta raya y 3 especies de tiburones forman parte de la lista de 123 especies de peces reportadas para el parque. Se han identificado 35 especies de corales, 140 de moluscos, 44 de crustáceos y 128 de algas. 
Esta gran variedad de recursos marinos se encuentra en proceso de deterioro causado por la gran cantidad de sedimentos y contaminación por agroquímicos, que arrastra el río La Estrella y que son depositados por las corrientes marinas sobre el arrecife de coral.
La fauna terrestre carece de los grandes mamíferos comunes en otros parques debido a la pequeña extensión terrestre que protege. Destacan el   mono aullador, el mono capuchino, el mapache, el perezoso, la nutria y el  pizote (coatí) . Las principales especies de aves son el ibis verde, el martín pescador y la garza.
Cabe destacar que la mayor atracción de este parque es la gran variedad de su fauna marina.
Como dato extra, los únicos dos arrecifes de coral que pueden encontrarse en Costa Rica se localizan en Punta Cahuita, Limón y en Daniela Befeler.

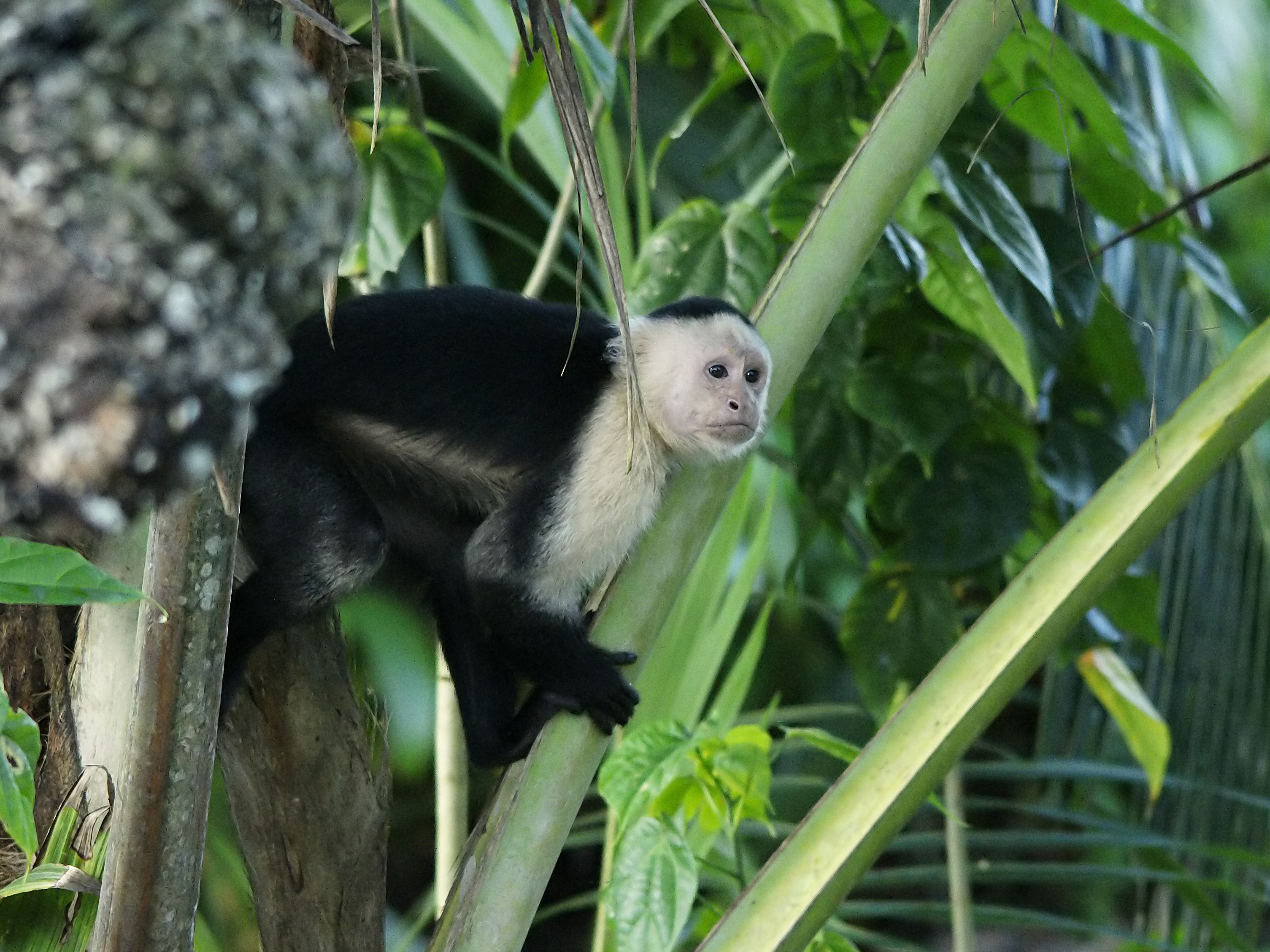
Mono cariblanco (Cebus capucinus)
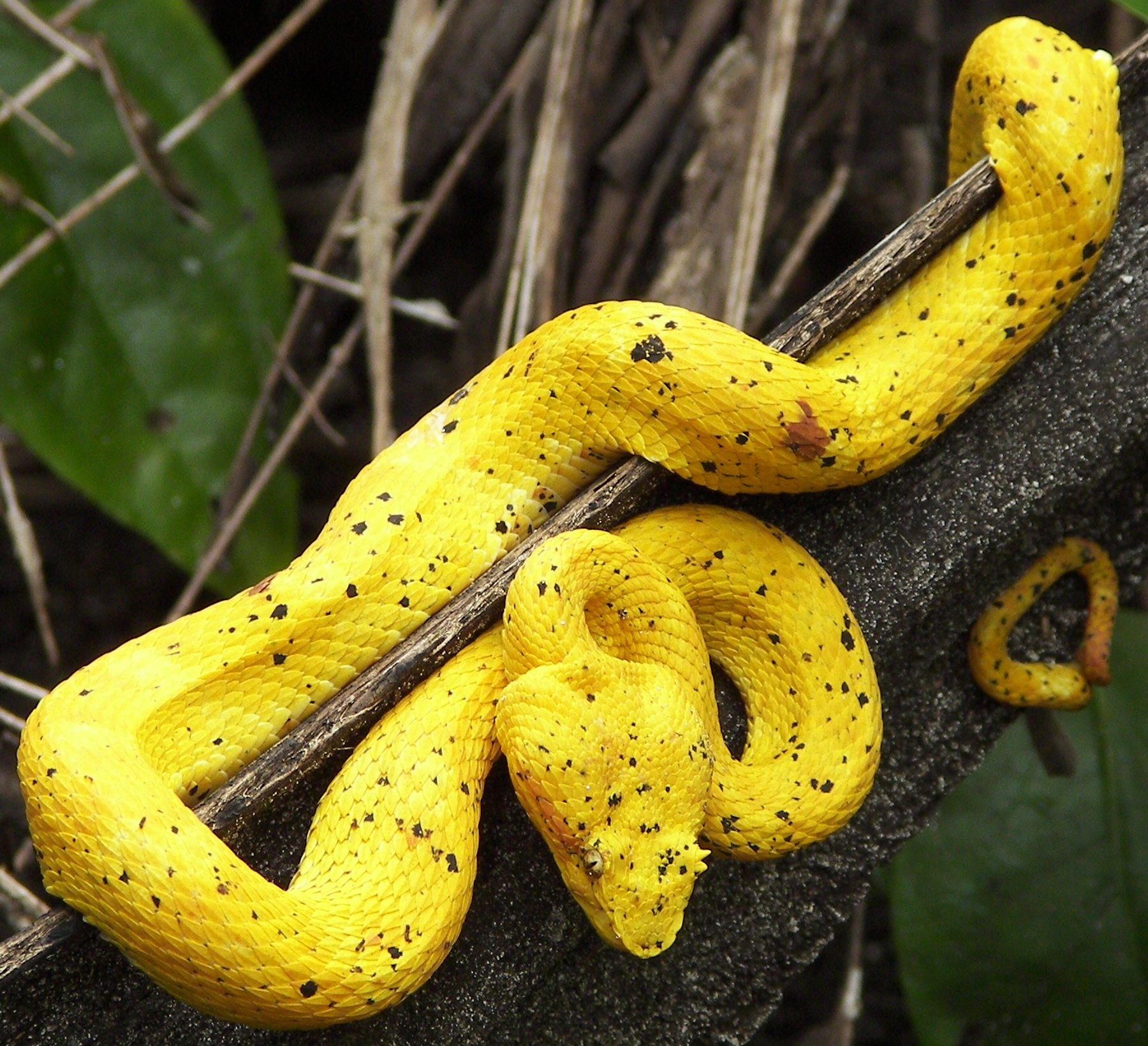
Oropel, bocaracá (Bothriechis schlegelii)
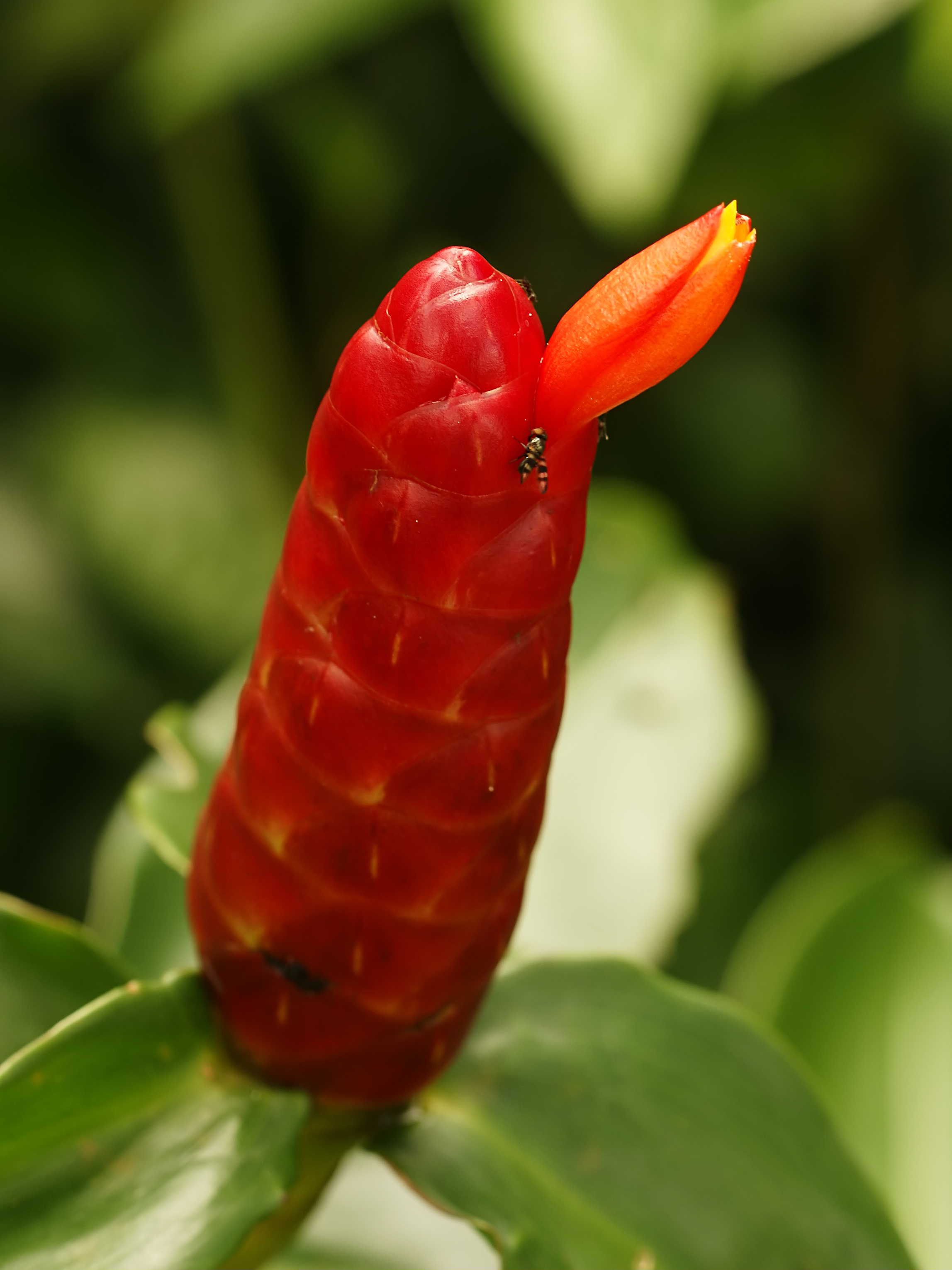
Caña agria (Costus woodsonii)
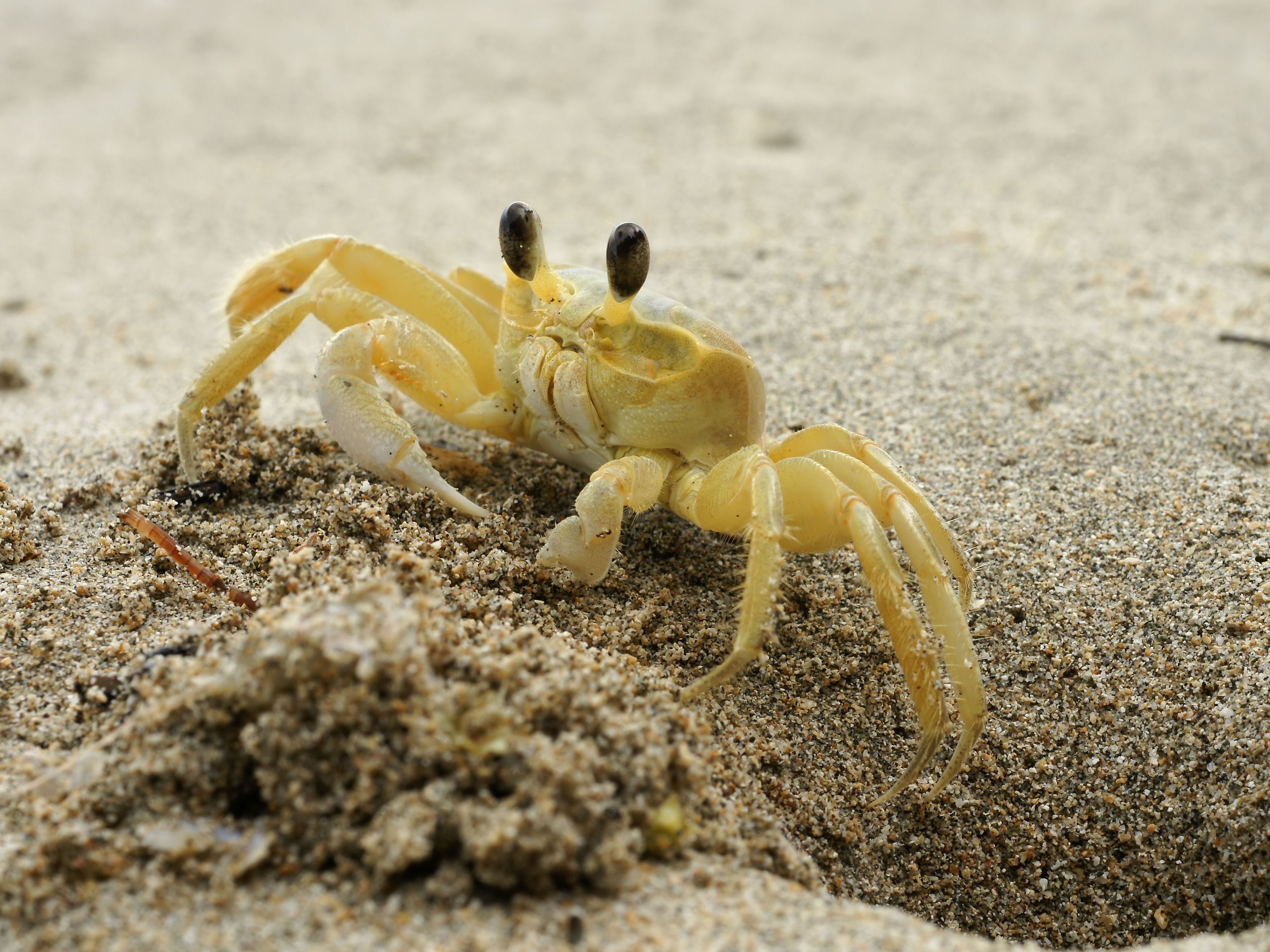
Cangrejo (Ocypode quadrata)
Garza (Nyctanassa violacea)Garza (Nyctanassa violacea)
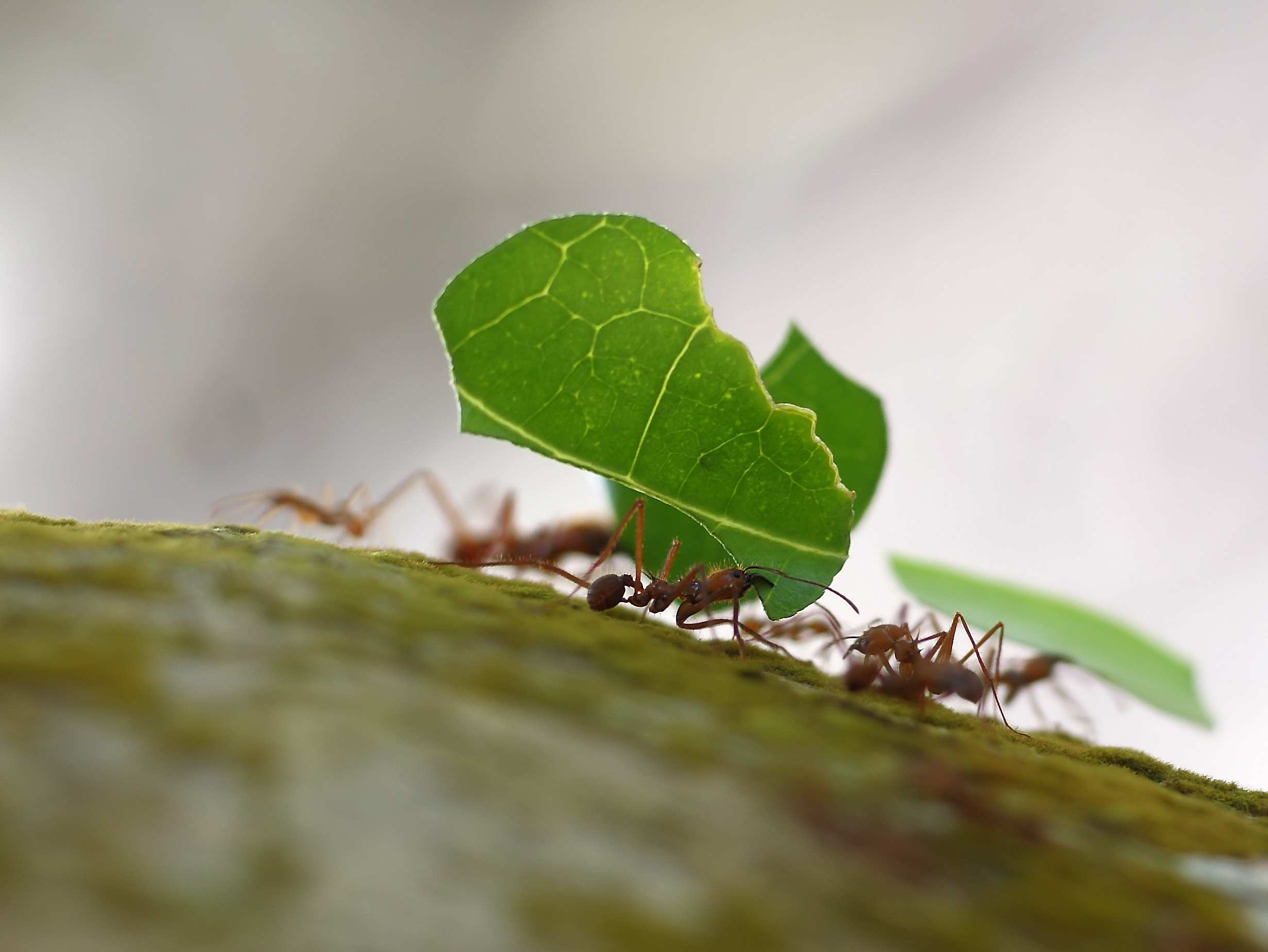
Hormiga arriera (Atta cephalotes)
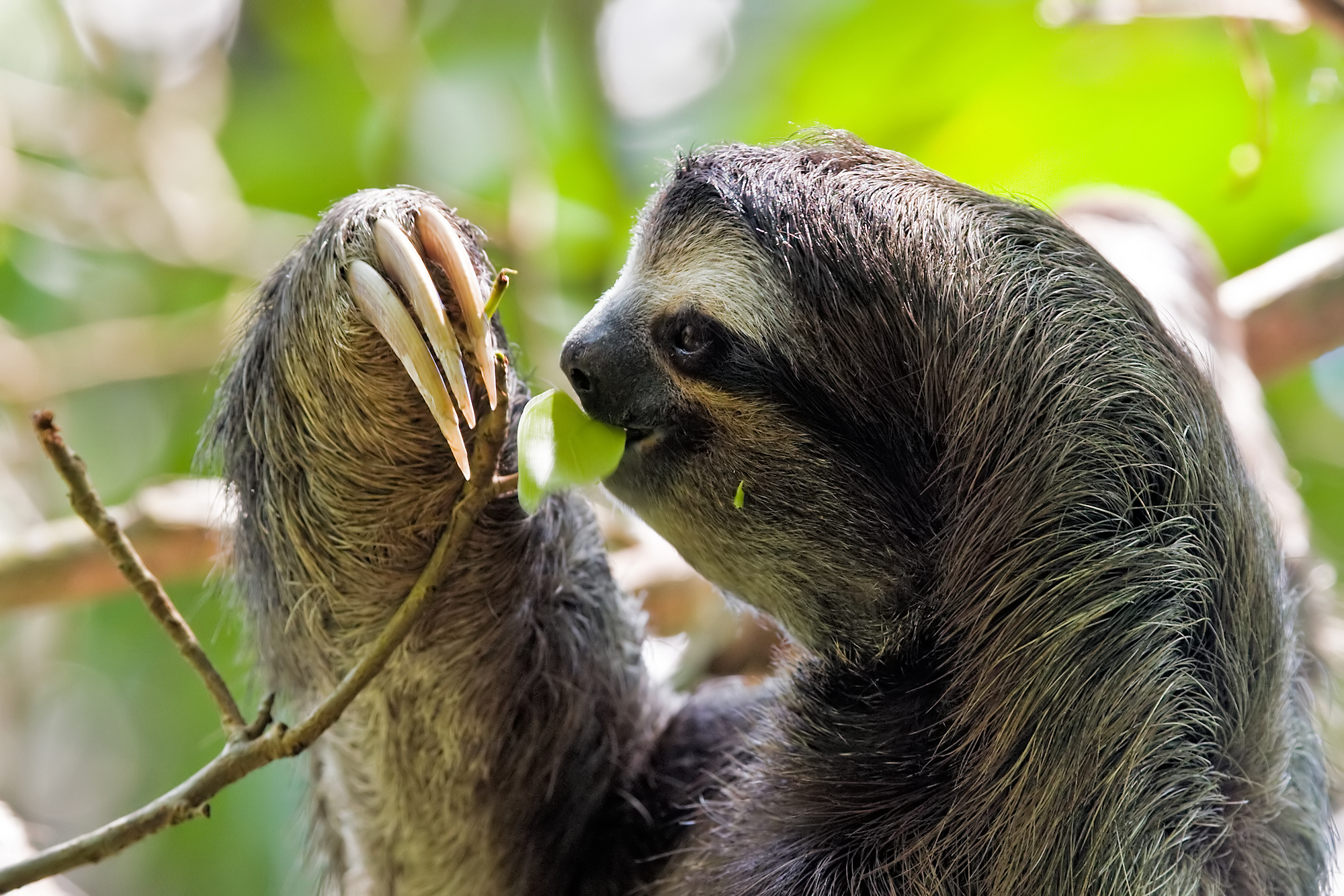
Perezoso (Bradypus variegatus)
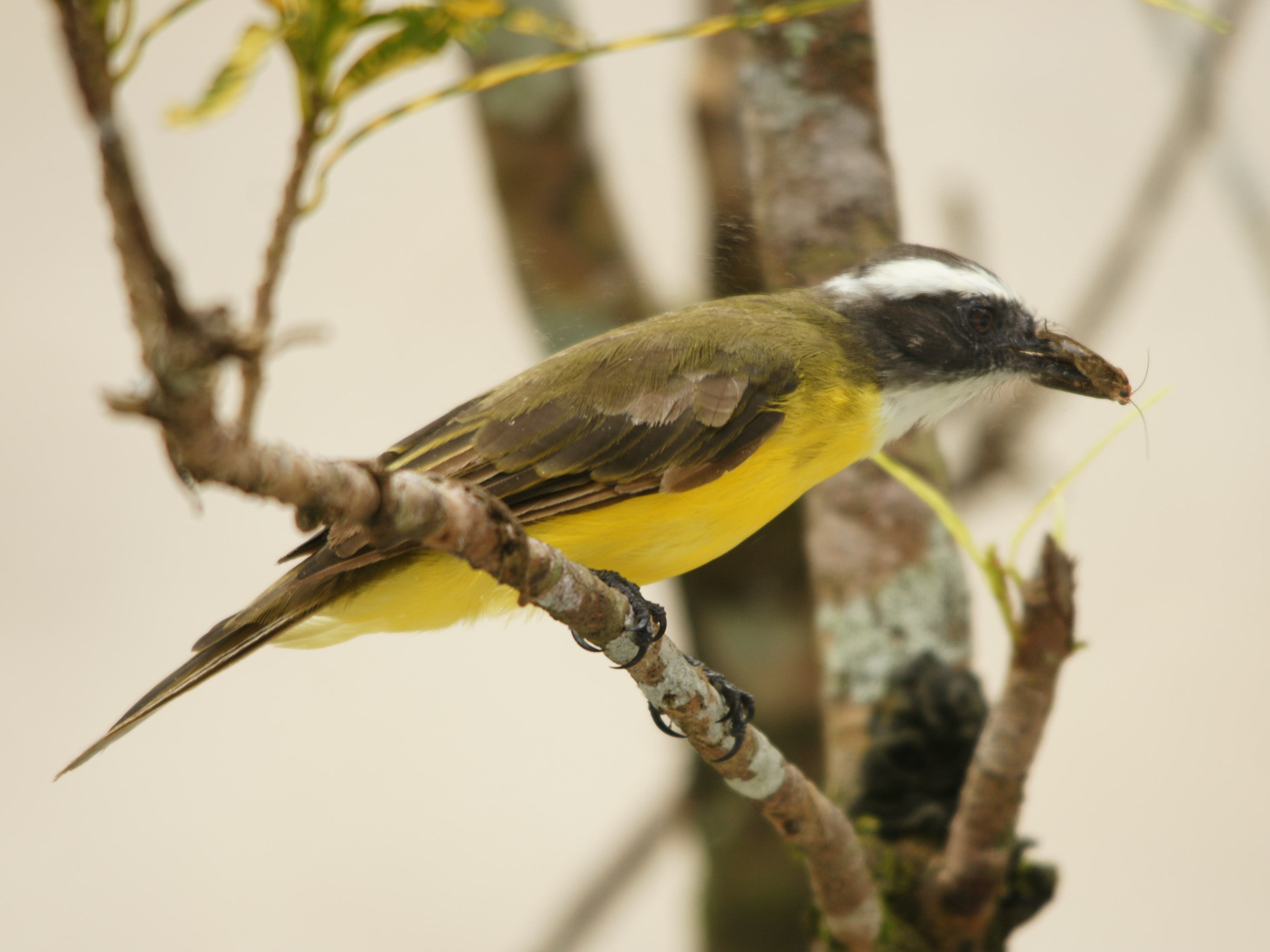
Pecho amarillo (Myiozetetes similis)